# Rio Groapa Beclani
O Rio Groapa Beclani é um rio da Romênia, afluente do Ciugud, localizado no distrito de Alba.